# شتيفان شكسبير
ستيفان شكسبير (بالألمانية: Stephan Shakespeare)‏ هو سياسي ألماني، ولد في 9 أبريل 1957 في مونشنغلادباخ في ألمانيا. حزبياً، نشط في حزب المحافظين.